# Episodi di Dark Angel (prima stagione)
La prima stagione della serie televisiva Dark Angel è andata in onda negli Stati Uniti dal 3 ottobre 2000 al 22 maggio 2001 sul canale FOX.
In Italia è stata trasmessa la prima volta da Italia 1 dal 21 gennaio 2003 al 31 marzo 2003.
Il primo episodio dura novanta minuti ed è stato scritto da James Cameron.
| nº | Titolo originale              | Titolo italiano          | Prima TV USA     | Prima TV Italia  |
| -- | ----------------------------- | ------------------------ | ---------------- | ---------------- |
| 1  | Pilot                         | Soldati perfetti         | 3 ottobre 2000   | 21 gennaio 2003  |
| 2  | Heat                          | Uno spasimante per Max   | 10 ottobre 2000  | 22 gennaio 2003  |
| 3  | Flushed                       | Una dose di vita         | 17 ottobre 2000  | 22 gennaio 2003  |
| 4  | C.R.E.A.M.                    | Nata ieri                | 31 ottobre 2000  | 28 gennaio 2003  |
| 5  | 411 on the DL                 | L'atteso incontro        | 14 novembre 2000 | 28 gennaio 2003  |
| 6  | Prodigy                       | Bambini prodigio         | 21 novembre 2000 | 4 febbraio 2003  |
| 7  | Cold Comfort                  | Operazione Brin          | 28 novembre 2000 | 4 febbraio 2003  |
| 8  | Blah Blah Woof Woof           | Ricercata                | 12 dicembre 2000 | 12 febbraio 2003 |
| 9  | Out                           | La tratta dei bambini    | 9 gennaio 2001   | 19 febbraio 2003 |
| 10 | Red                           | Il testimone             | 16 gennaio 2001  | 26 febbraio 2003 |
| 11 | Art Attack                    | Quadro d'autore          | 6 febbraio 2001  | 3 marzo 2003     |
| 12 | Rising                        | L'innesto                | 13 febbraio 2001 | 3 marzo 2003     |
| 13 | The Kidz Are Aiight           | Distruggete gli X5       | 20 febbraio 2001 | 10 marzo 2003    |
| 14 | Female Trouble                | Un figlio di nome Max    | 13 marzo 2001    | 10 marzo 2003    |
| 15 | Haven                         | La rivincita             | 27 marzo 2001    | 17 marzo 2003    |
| 16 | Shorties in Love              | L'Arrivo di Diamond      | 17 aprile 2001   | 17 marzo 2003    |
| 17 | Pollo Loco                    | La signora azzurra       | 24 aprile 2001   | 24 marzo 2003    |
| 18 | I and I am a Camera           | Il giustiziere           | 1º maggio 2001   | 24 marzo 2003    |
| 19 | Hit a Sista Back              | Il prezzo della felicità | 8 maggio 2001    | 31 marzo 2003    |
| 20 | Meow                          | Ondata di calore         | 15 maggio 2001   | 31 marzo 2003    |
| 21 | And Jesus Brought a Casserole | Per amore di Max         | 22 maggio 2001   | 31 marzo 2003    |

## Soldati perfetti
- Titolo originale: Pilot
- Diretto da: David Nutter
- Scritto da: James Cameron e Charles H. Eglee

### Trama
Progettati in un avanzatissimo laboratorio segreto del governo venti anni prima, Max e i suoi fratelli geneticamente modificati erano stati creati per essere soldati perfetti, fino alla loro fuga. Ora, dieci anni dopo, sullo sfondo di una Seattle post-apocalittica, Max è alla ricerca del suo passato, e per recuperarlo sta tentando di ritrovare i suoi compagni fuggitivi. Ma non è l'unica che li sta cercando. Introducendosi in una casa per rubare preziose statue da rivendere al mercato nero fa la conoscenza di Logan Cale (alias "Solo occhi") che, intuito subito il segreto di Max, la rintraccia per chiederle di aiutarlo nelle sue missioni di giustizia. All'inizio Max gli negherà il suo aiuto ma, dopo avere assistito in televisione all'azione in cui Logan perde l'uso delle gambe, decide di introdursi in casa di Edgar Sonrisa per trovare e prelevare la figlia di Lauren presa in ostaggio durante l'attentato. Riporterà sana e salva la bambina a sua madre, ma rimane ancora scettica riguardo al rischio di esporsi troppo aiutando Logan. Quando quest'ultimo le fa intendere che avrà informazioni riguardo agli altri X-5 l'accordo tra loro sembra finalmente raggiunto.
- Altri interpreti: Stanley Kamel (Edgar Sonrisa), Kristin Bauer (Lydia Meyerson), Paul Popowich (Darren McKennon), Douglas O'Kkeefe (Bruno Anselmo), Sarah-jane Redmond (Lauren Braganza), Lauren Lee Smith (Natalie), Stephen Lee (Dan Vogelsang).
- Nota: l'episodio ha una durata straordinaria di un'ora e 23 minuti.

## Uno spasimante per Max
- Titolo originale: Heat
- Diretto da: Michael Katleman
- Scritto da: Patrick Harbison

### Trama
Logan è riuscito a rintracciare Hannah, la donna che ha aiutato Max a fuggire da Manticore tanti anni prima. Max va a cercarla e si fa riconoscere: nel colloquio che segue Hannah, che lavorava a Manticore, racconta a Max che le donne che avevano partorito lei e i suoi fratelli erano giovani ragazze in cerca di denaro, che avevano poi abbandonato i figli senza tanti scrupoli e non avevano mai più avuto contatti con loro. Ma Hannah è minacciata da Lydecker e tradisce Max per paura che egli la uccida: le due donne riescono comunque a mettersi in salvo dai militari, e Hannah riesce a fuggire da Seattle con una nuova identità che le ha procurato Logan. Prima di partire, però, la donna rivela a Max che sua madre era diversa dalle altre ragazze, e le racconta di come lottò con tutte le sue forze per fuggire da Manticore e non farsi strappare la sua bambina, fino a essere rinchiusa in un ospedale psichiatrico dopo il parto.
- Altri interpreti: Peter Bryant (Bling), Eileen Pedde (Hannah).

## Una dose di vita
- Titolo originale: Flushed
- Diretto da: Terrence O'Hara
- Scritto da: René Echevarria e Charles H. Eglee

### Trama
Il codice genetico perfezionato di Max ha un grave errore, una carenza enzimatica che le impedisce di produrre serotonina, e questo problema di tanto in tanto le causa gravi crisi convulsive, che possono portarle fino alla morte. Il triptofano, che Max si procura al mercato nero, attenua le crisi e le permette di condurre una vita normale, ma le sue coinquiline pensano che si stia drogando e nel tentativo di aiutarla gettano via le preziosissime pillole. Ridotta alla disperazione Max cerca di rubare il triptofano da un ospedale, ma viene scoperta e rinchiusa in prigione; qui tenta la fuga, ma è troppo debole per il protrarsi delle crisi e viene rinchiusa nella casa del direttore, dove fa la conoscenza di una ragazzina, Maria, che viene sistematicamente maltrattata. Raggiunta da Original Cindy, che le consegna le pillole per conto di Logan, Max riesce a fuggire dal carcere e a portare con sé Maria, che viene affidata a una nuova famiglia.
- Altri interpreti: Abraham Benrubi (Break), Peter Bryant (Bling), Kim Hawthorne (Jacinda), Byron Mann (Detective Matt Sung).

## Nata ieri
- Titolo originale: C.R.E.A.M.
- Diretto da: Chris Long
- Scritto da: Devid Zabel

### Trama
Rebecca Cuthrell, figlia del giornalista Nathan Herrero, famoso per le sue critiche contro il governo corrotto di Seattle e scomparso da due anni, ritiene che suo padre sia ancora vivo e chiede a Solo Occhi di rintracciarlo. Logan affida l'incarico a Max, che indaga negli archivi del governo e scopre che il giornalista è in realtà vivo e vegeto: nascostosi qualche anno prima per sfuggire alle minacce di morte del sindaco, ha finito per innamorarsi della donna che l'aveva aiutato e per rinunciare alla lotta contro il governo pur di stare con lei. Logan informa Rebecca, ma lei sfrutta l'informazione per fare saltare in aria il piccolo appartamento e uccidere il padre in cambio di una ricompensa; Max riesce comunque a raggiungerla e a disperdere i soldi del pagamento, lasciando fuggire Rebecca. Intanto Logan riceve una videocassetta da Herrero, che gli comunica in segreto le prove per inchiodare il sindaco corrotto, e che Solo Occhi non esita a divulgare.
- Altri interpreti: Maria Fabiana Dominguez (Rebecca Cuthrell).

## L'atteso incontro
- Titolo originale: 411 on the DL
- Diretto da: Joe Ann Fogle
- Scritto da: Doris Egan

### Trama
Vogelsan, il detective ingaggiato da Max per scoprire qualcosa sul suo passato, sostiene di poterla mettere in contatto con un fuggitivo di Manticore. Mentre Logan si trova a dovere rifare i conti con la sua ex-moglie e con i suoi scopi poco chiari Max cerca di racimolare una grossa somma di denaro per pagare le informazioni di Vogelsan, ma quando è il momento di incontrarlo questi viene ritrovato morto nel luogo del loro futuro incontro. Seguendo la pista che il detective le aveva indicato Max riesce a ritrovare Zack, uno dei suoi compagni di Manticore, ma l'incontro non si rivela come quello sperato e i due si separano in nome della loro sicurezza.
- Altri interpreti: Ralph J. Alderman (Impiegato), Ellie Chapple (Ragazza al telefono numero 2), Vince Crestejo (Chinois), Alex Green (Guardia di sicurezza), Brenda James (Valerie), Cruise Le'Mark (Flic), Nicole G. Leier (Ragazza al telefono numero 1), Robert Lewis (Dochnovich), Taayla Markell (Mercy Chang), Rodney Rowland (Mari), Warren Takeuchi (Coroner).

## Bambini prodigio
- Titolo originale: Prodigy
- Diretto da: David Jackson
- Scritto da: Charles H. Eglee e René Echevarria

### Trama
Max si reca a una conferenza del dottor Tanaka, un famoso genetista, che sostiene di potere guarire qualunque difetto dell'organismo umano manipolando il DNA delle persone, per scoprire se c'è un rimedio alla sua carente produzione di serotonina. Alla conferenza incontra Lydecker, che non la riconosce e che spera di potere usare i risultati di Tanaka per correggere i difetti dei suoi ragazzi di Manticore. L'hotel viene assaltato da un gruppo terroristico che sostiene di volere liberare Jude Thatcher, il bambino che il dottor Tanaka ha guarito da una serie di malformazioni gravissime per provare i suoi esperimenti. Il dottore viene ucciso dai terroristi, ma, con l'aiuto di Logan, Max riesce a liberare il bambino e a sottrarlo a Lydecker, mentre quest'ultimo massacra i terroristi superstiti.
- Altri interpreti: George Cheung (Dr Yugio Tanaka), Mark Houghton (Capitano Exter), Dylan Pearson (Giovane ragazzo di Manticore), Wren Roberts (Terrorista numero 1), Troy Ruptash (Jon Darius), Mike Weinberg (Jude Thatcher).

## Operazione Brin
- Titolo originale: Cold Comfort
- Diretto da: Jefery Levy
- Scritto da: Jose Molina

### Trama
Brin, una dei fuggitivi di Manticore, viene catturata da un gruppo di militari che tentano di rivenderla ai cinesi come arma. Max e Zack ottengono la collaborazione di Lydecker per cercare di salvarla rivelandogli le loro identità, ma egli si mette d'accordo con il capo della banda militare per fare entrare anche loro nella vendita. Intanto la Jam Pony gioca un brutto tiro al potenziale nuovo proprietario della compagnia. Max e Zack riescono a salvare Brin, ma la ragazza è malata di progeria ed è destinata a morte certa entro pochi giorni: l'unica soluzione è quella di riconsegnarla a Lydecker, che a Manticore possiede le tecnologie in grado di salvarle la vita.
- Altri interpreti: Nicole Bilderback (Brin), Rick Dobran (Julio), Gustavo Febres (Fico), John Dennis Johnston (Sindaco Jake Sanders), Harsh Nayyar (Signor Sivapathasundaram).

## Ricercata
- Titolo originale: Blah Blah Woof Woof
- Diretto da: Paul Shapiro
- Scritto da: Moira Kirkland Dekker

### Trama
Lydecker adesso conosce il volto di Max e vuole trovarla a ogni costo: con una falsa accusa di omicidio mette sulla sua testa una taglia di cinquantamila dollari e la diffonde per tutta Seattle. Zack interviene subito per aiutarla a fuggire, e con l'aiuto di Logan riesce a farla uscire dalla città fino a un casolare poco distante; con l'intento di partire definitivamente per il Canada, Max viene a sapere che Logan sta per affrontare una difficile operazione chirurgica e torna a Seattle per assisterlo, donandogli il suo sangue quando quest'ultimo rischia di morire per una grave emorragia. Max viene riconosciuta e portata alla centrale di polizia, ma Zack si sacrifica per salvarle la vita e si lascia catturare da Lydecker, che lo carica su un elicottero per riportarlo a Manticore. Mentre Logan si riprende Max viene infine a sapere dai notiziari che l'elicottero è precipitato senza sopravvissuti e che è stato riferito di una sparatoria sul luogo del disastro.
- Altri interpreti: Joey Aresco (Capitano Dale Swanstrom), Scott Bishop (Guardia di sicurezza numero 1), Russell Ferrier (Poliziotto), G. Michael Gray (Traidy).

## La tratta dei bambini
- Titolo originale: Out
- Diretto da: Sarah Pia Anderson
- Scritto da: David Zabel

### Trama
Dopo che Solo Occhi ha denunciato pubblicamente un contrabbandiere di sacche di plasma, che le rivende oltreoceano mentre la gente muore all'ospedale di Seattle, Logan e il detective Sung vengono rapiti da questo criminale, che vuole costringerli a confessare la vera identità di Solo Occhi per poterlo uccidere. Max, venuta a conoscenza dell'accaduto, si finge Solo Occhi per potere rintracciare Logan e salva anche il suo informatore, riuscendo inoltre a sventare un commercio di ragazzine che il contrabbandiere rapiva e trasportava oltreoceano per obbligarle alla prostituzione.
- Altri interpreti: Kaare Anderson (Poliziotto numero 1), Link Baker (Sven), Jessica Crockett (Louise), Lance Gibson (Uomo mezzo morto), Thomas Hunt (D'Nardis), James Kidnie (Gerhardt Bronck), Darcy Laurie (KK), Mack-10 (Tacoma Bleed), Owen Rilan (Poliziotto numero 2), Jim Shield (Bronck Goon), Bethoe Shirkoff (Mme Moreno), Jose Vargas (Jorge).

## Il testimone
- Titolo originale: Red
- Diretto da: Michael Katleman
- Scritto da: Jose Molina e David Zabel

### Trama
Un testimone a sorpresa è spuntato nel processo per corruzione contro il sindaco Stackler e Logan chiede a Max di aiutarlo a non farsi uccidere fino all'udienza. I due scoprono presto che il teste è Bruno Anselmo, l'uomo che ha sparato a Logan riducendolo su una sedia a rotelle. Max riesce a proteggerlo per una notte intera, contro il sicario del sindaco e contro un misterioso terzetto di militari sudafricani potenziati artificialmente e dotati di una forza miracolosa, noti nell'ambiente come serie rossa. Ma, dopo l'udienza, Bruno tradisce Max vendendola a questi uomini e fugge dal tribunale; privo della protezione di Max, però, viene freddato dal killer di Stackler subito fuori dall'edificio. Max riesce a sconfiggere i suoi aggressori e a fuggire dopo avere scoperto che essi la cercano per impadronirsi dei suoi geni e contrastare così gli effetti collaterali derivati dall'impianto che si sono fatti mettere nel cervello.
- Altri interpreti: Douglas O'Keeffe (Bruno Anselmo), Alex Zahara (Johanssen), Patrick Kilpatrick (Rosso Cinque), Taras Kostyuk (Rosso Sette).

## Quadro d'autore
- Titolo originale: Art Attack
- Diretto da: James Contner
- Scritto da: Doris Egan

### Trama
Per partecipare al matrimonio del cugino di Logan, dove saranno presenti un gran numero di suoi parenti molto snob, Max ruba da una boutique un vestito da 6.000 dollari. Intanto la Jam Pony sbaglia nel consegnare due pacchi, uno destinato originariamente a un ingegnere e contenente un progetto, l'altro un importante quadro che un trafficante vuole vendere a Singapore: per farsi ridare il dipinto i criminali rapiscono il capo dell'agenzia, Normal, e obbligano Max e Original Cindy a correre per tutta la città per ritrovare il quadro originale. Nel frattempo Max fa la conoscenza degli odiosi zii di Logan e della sua ex-fidanzata, che però sembra molto più interessata a Original Cindy che a Logan. Alla fine della nottata Max riesce a recuperare il quadro dalle mani del trafficante e il medaglione a cui Logan teneva che la zia aveva sottratto alla madre dell'uomo. Logan prova inaspettatamente un dolore ad una gamba nonostante fossero da lungo tempo insensibili.
- Altri interpreti: David Abbott (Ministro), Rob Bruner (Angelo Biondello), Gillian Carfra (Donna), Michael Ann Connor (Donna alla pensione familiare), Antonio Cupo (Valet), P. Master (Jean Baptiste Duvalier), Bridget O'Sullivan (Matrona), Michael Teigen (Bennett), Craig Veroni (Guardia di sicurezza dell'aeroporto).

## L'innesto
- Titolo originale: Rising
- Diretto da: Duane Clark
- Scritto da: Moira Kirkland e Doris Egan

### Trama
Riappaiono i militari sudafricani della cosiddetta serie rossa e si scopre che in realtà sono condannati a morte che hanno scelto di farsi impiantare un innesto nel cervello, che annulla la sensazione del dolore e aumenta la loro forza ma non li fa sopravvivere per più di un anno. I rossi si mettono alla ricerca di Max per potere unire le ricerche di Manticore a questa neuro-tecnologia. Sfruttando i numeri trovati nella memoria del suo cercapersone, perduto da Max mentre cercava di proteggere Bruno Anselmo, i rossi risalgono a Original Cindy, che nel frattempo ha lasciato la jam pony per lavorare in un'azienda di assicurazioni senza però raggiungere il successo sperato, e la rapiscono. Per salvarla Max si fa impiantare nel cervello lo stesso innesto dei rossi, e riesce a salvare la sua amica rischiando di rimetterci la vita. Nel frattempo Logan nota alcuni miglioramenti nella motilità delle sue gambe, e capisce che probabilmente ciò è dovuto alla trasfusione che Max gli aveva fatto in ospedale; i progressi sono tali da riuscire a farlo stare in piedi per la prima volta dopo l'incidente.
- Altri interpreti: Jade C. Bell (Sebastian), Brian Markinson (Dr Sam Carr), Julia Arkos (Tammy), Gary Chalk (Tenente Walter Eastep), Irene Chang (Infermiera di Sebastian), Mark Gibbon (Rosso Sei), Patrick Kilpatrick (Rosso Cinque), Taras Kostyuk (Rosso Sette), Shawn Reis (Rosso Otto), James Tsai (Voisin), Alex Zahara (Johanssen).

## Distruggete gli X5
- Titolo originale: The Kidz Are Aiight
- Diretto da: Jeff Woolnough
- Scritto da: Charles H. Eglee e René Echevarria

### Trama
Zack è sopravvissuto all'esplosione dell'elicottero ed è stato imprigionato di nuovo a Manticore. Per fargli confessare dove si trovino gli altri X5 Lydecker gli impianta una ricetrasmittente GPS nel cranio e organizza la sua fuga, sperando che si metta in contatto con i compagni. Zack telefona a Max, che accorre in suo aiuto: purtroppo, nel rivangare i ricordi degli altri X5, di cui solo Zack conosce l'ubicazione, quest'ultimo si lascia sfuggire informazioni fondamentali sulla loro posizione che vengono captate da Lydecker. Scoperto l'inganno e rimossa la cimice Zack e Max corrono ad aiutare Tinga, che non è riuscita a sfuggire in tempo alla trappola di Lydecker, dopodiché lei e Zack prendono la via del Canada. Intanto gli effetti benefici della trasfusione di Max cominciano a svanire dal corpo di Logan, che sembra essere destinato a tornare sulla sedia a rotelle.
- Altri interpreti: Dean Aylesworth (Benzinaio), Lisa Ann Cabasa (Tinga), Glenn Ennis (Ufficiale TAC numero 3), Rob Freeman (Ufficiale TAC numero 1), Chris Gauthier (Meccanico), Oscar Goncalves (Poliziotto di settore numero 1), Robert Gossett (Colonnello Jim McGinnis), Rob LaBelle (Dottore di Manticore), Colin Lawrence (Ufficiale TAC numero 2).

## Un figlio di nome Max
- Titolo originale: Female Trouble
- Diretto da: John Kretchmer
- Scritto da: Patrick Harbinson

### Trama
Logan sta perdendo nuovamente l'uso delle gambe. Nel tentativo di arginare questo continuo regresso, si reca dalla dottoressa Vertez, un medico esperto in riabilitazione che cura clandestinamente i suoi pazienti dietro pagamento di enormi somme di denaro. Max pedina Logan per sapere cosa stia combinando, e scopre che la dottoressa apparteneva al personale medico di Manticore, dove aveva l'incarico di spezzare le ossa ai bambini per studiarne la rigenerazione; ciò nonostante, dietro richiesta di Logan, Max la protegge dall'attacco di un altro X5, Jace, mandata da Manticore a tentare di uccidere la dottoressa, e riesce a catturarla. Max tenta di dialogare con Jace, ma quest'ultima, che non aveva avuto il coraggio di fuggire da Manticore la notte in cui gli altri X5 erano scappati, è stata completamente riprogrammata e considera Max e i suoi fratelli dei traditori; tuttavia la dottoressa scopre che la ragazza è incinta di tre mesi e Max cerca di convincerla a non tornare a Manticore perché sicuramente le toglieranno il bambino. La dottoressa Vertez si mette in contatto con Lydecker e cerca di contrattare la sua salvezza in cambio della consegna di Max e Jace. Lydecker accetta, ma non appena recuperata Jace uccide la dottoressa Vertez e organizza una trappola per catturare Max. Jace però finge solo di collaborare e appena se ne presenta l'occasione fugge con Max e riesce a lasciare Seattle: per sdebitarsi promette che darà al suo bambino il nome di Max. Intanto Logan sembra destinato a tornare per sempre sulla sedia a rotelle.
- Altri interpreti: Brenda Bakke (Dr Adriana Vertes), Ron Blecker (Sergente istruttore), Shireen Crutchfield (Jace), Jonah Glasgow (Giovane Jace), Bethoe Shirkoff (Signora Moreno).

## La rivincita
- Titolo originale: Haven
- Diretto da: Michael Rhodes
- Scritto da: Jose Molina

### Trama
Logan decide di recarsi a Cape Haven, una piccola cittadina di mare, per rintracciare un ex poliziotto che dieci anni prima partecipò alla repressione armata e sanguinosa di una rivolta a Seattle per cercare di convincerlo a denunciare i suoi colleghi. Riesce a portare Max con lui facendole credere che sia una vacanza, ma quando lei viene a scoprire la verità si rifiuta di aiutarlo e fa amicizia con un ragazzino del posto, Sage, il nipote della dottoressa che ha affittato una baita a Max e Logan. Logan non riesce a convincere il poliziotto a parlare; contemporaneamente, con il passare dei giorni, Max scopre che Sage ha delle strane cicatrici da ustioni su tutto il corpo, che sembrano collegarlo al rogo della casa di una famiglia vicina, i Gillian, morti con il loro figlioletto poco dopo l'IMP. Sage si rivela infine essere a sua insaputa Sam Gillian, il figlio della coppia, salvato dal rogo dalla dottoressa e spacciato per suo nipote per proteggerlo da eventuali ripicche degli uomini che avevano appiccato il fuoco. Ma anche costoro vengono a sapere dell'inganno e si recano alla baita di Logan per uccidere il bambino e i testimoni del loro crimine: Max è in preda a una delle sue violentissime crisi, quindi Logan e Sam devono ingaggiare da soli un conflitto a fuoco con i loro assalitori, che vengono uccisi. Nello scontro rimane ucciso anche l'ex-poliziotto che Logan cercava, senza riuscire a rivelare chi avesse ordinato la strage di dieci anni prima.
- Altri interpreti: James Ashcroft (Vice Hailahan), Daniel Boileau (Benny), Ashley Crow (Trudy Sumner), Tara Fynn (Emily Gilan), Paul Irani (John Gilan), Aidan Jarrar (Jeune Sam), David Kaye (Sage), Byron Mann (Matt Sung), Mark Rolston (Herman Colberg), Kurt Max Runte (Clyde), Ian Tracey (B.C.), Salvator Xuereb (Dean).

## L'Arrivo di Diamond
- Titolo originale: Shorties in Love
- Diretto da: Paul Shapiro
- Scritto da: Adisa Iwa

### Trama
Una vecchia fiamma di Original Cindy, Diamond, è uscita di prigione dove era detenuta per vari furtarelli, ma attorno a lei gravitano degli strani gruppi di cacciatori di taglie. Max viene intanto incaricata da Logan di rubare un prezioso dischetto dalla cassaforte di un noto criminale, Pierpont Lemkin, ma Diamond la segue e fugge con il bottino; Max viene catturata dalla polizia, ma scopre che questa è molto più interessata alla cattura di Diamond che alla sua. A questo punto Max e Logan fanno qualche indagine sul conto della ragazza e scoprono che era stata detenuta in un carcere di proprietà di una casa farmaceutica, la Synthedyne, dove le avevano iniettato un virus letale per una sperimentazione facendole credere di avere il cancro. Diamond e Original Cindy vengono nel frattempo catturati dalla Synthedyne, ma Max riesce a liberare Cindy e a fare sì che Diamond, ormai allo stadio terminale della sua malattia, possa infettare il facoltoso direttore con il suo virus, per il quale ormai non esiste più cura.
- Altri interpreti: Paul Anthony (Hazmat), Irene Chang (Infermiera de Sebastian), Danny Danado (Ispettore), Thomas De Schutter (Pieport Lemkin), Jason Diablo (M. Scott), Kim Hawthorne (Jacinda), Winnie Hung (Donna), Darrell Izeard (Guardia del corpo), Tangelia Rouse (Diamond).

## La signora azzurra
- Titolo originale: Pollo Loco
- Diretto da: Thomas J. Wright
- Scritto da: Doris Egan

### Trama
Una serie di cadaveri viene ritrovata in zone sperdute del bosco, tutti con un identico codice a barre tatuato sul collo. Max riconosce il codice come quello di uno dei suoi fratelli, Ben, uno degli X5 che più duramente è stato segnato dagli insegnamenti di gioventù. Terrorizzato dalla prospettiva di essere giudicato non adatto alla vita da soldato e di essere consegnato ai "Nomlies", creature infernali che divorano i bambini (in realtà mutanti della serie X2 internati a Manticore per i loro squilibri mentali), Ben aveva trovato conforto da bambino nella figura della "Signora Azzurra", la Madonna, alla quale si rivolgeva per avere protezione e a cui portava in sacrificio denti umani strappati dalle gengive delle sue vittime. Max riesce a rintracciare Ben e scopre che questi ripete all'infinito un vecchio gioco di Manticore, cioè rapisce persone innocenti, tatua il suo codice sul loro collo e poi li lascia fuggire nel bosco, armati di pistola e coltello, per poi raggiungerli facilmente, ucciderli e offrire i loro denti in sacrificio alla Signora Azzurra. Mentre Logan scopre particolari agghiaccianti sulla gioventù di Max e sulle spietate cacce all'uomo a cui la bambina ha partecipato per gioco a Manticore Max raggiunge Ben ma, vista l'impossibilità di guarire la sua follia, e non volendo lasciarlo nelle mani di Lydecker che è sulle sue tracce, è costretta a ucciderlo.
- Altri interpreti: Nana Visitor (Madame X), Jensen Ackles (Ben), James Bayliss (Custode di Manticore), Robert Floyd (Padre Destry), Jenn Forgie (Impiegato del coroner), Glen Gould (Prigioniero), James Kirk (Jeune Ben), Judith McDowell (Donna al rosario), Darren Moore (Nomlie in prigione), Justin Sain (Uomo dello stagno), Rekha Sharma (dott. Beverly Shankar).

## Il giustiziere
- Titolo originale: I and I Am a Camera
- Diretto da: Jeff Woolnough
- Scritto da: David Simkins

### Trama
Un misterioso giustiziere si aggira per la città di Seattle; contemporaneamente una serie di ex-detenuti appena rilasciati vengono ritrovati morti l'uno dopo l'altro, con ferite di arma da fuoco su tutto il corpo. Max si allea con questo maldestro "supereroe" di nome Phil, che ha trovato nei magazzini del Dipartimento della Difesa un esoscheletro meccanico in grado di potenziare la forza delle sue gambe: con lui scopre che i detenuti sono vittima di un drone volante, una specie di disco normalmente utilizzato dalla polizia per sorvegliare le strade, che però pare un prototipo equipaggiato di mitragliatrici. Logan si reca quindi da suo zio Jonas, capo delle Industrie Cale, che si occupano di assemblare questi droni; egli afferma di non sapere nulla di questo nuovo prototipo, ma in una riunione segreta con un suo socio esulta per la buona riuscita della sperimentazione clandestina sui detenuti e per l'ormai imminente lancio sul mercato di questa nuova tecnologia "trova e distruggi", in grado di trovare e uccidere qualsiasi persona possedendo soltanto una sua foto. Ma il socio di Jonas lo tradisce, e programma il drone prima per uccidere lui, e poi per giustiziare Logan: Max e Phil riescono a salvarlo e a distruggere il drone, senza sapere che ne esiste uno di riserva e che è appena stato venduto ai superiori di Lydecker. Intanto Phil lascia la città e regala a Logan la sua armatura danneggiata dall'ultimo incontro, nella speranza che possa ripararla e magari usarla per tornare a camminare.
- Altri interpreti: Nana Visitor (Madame X), Dexter Bell (Snuffy), John Savage (Poliziotto notturno), Jaren Brandt Bartlett (Monello), Matthew Brevner (Giocatore di baseball baseball), Carson (Uomo sulla croce), Keith Dallas (O.G.), Guyle Lee-Fraizer (Tecnico), Storma T. McDonald (Dominatrice numero 2), Kevin McNulty (Gilbert Neal), Sky Miles (Sky), Brad Mooney (Lanciatore), Cindy Lou Powell (Dominatrice numero 1), Lawrence Pressman (Jonas Cale), Troy Turi (Voyou), Rainn Wilson (Phil).

## Il prezzo della felicità
- Titolo originale: Hit a Sista Back
- Diretto da: James Whitmore Jr.
- Scritto da: Moira Kirland

### Trama
Lydecker è sulle tracce della famiglia di Tinga, e cerca in particolare di avvicinare suo figlio, Case, che sembra avere un quoziente d'intelligenza stupefacente per la sua giovanissima età: il fatto è molto strano, perché fino a quel momento le unioni tra X5 e umani avevano dato risultati molto deludenti. Pur di ottenerlo Lydecker non esita a scatenargli contro Brin, che nel frattempo è stata guarita dalla sua malattia e riprogrammata alla fedeltà più assoluta verso Manticore. Max e Tinga, aiutati da Zack, riescono a salvare il marito di lei e il piccolo Case, ma Lydecker è riuscito a iniettargli un potente agente patogeno che rischia di ucciderlo in breve tempo, e per dargli l'antidoto desidera che Tinga si consegni a lui. Per salvare la vita del figlio Tinga accetta il patto con Lydecker, ma mentre avviene lo scambio un piccolo contingente, all'insaputa di Lydecker stesso, cerca senza successo di rapire Case. Quando Lydecker raggiunge la macchina su cui si trovava Tinga, trova Brin svenuta e tutto sembra indicare che l'X5 sia fuggita; in realtà, tutto fa parte di un ingegnoso piano ordito da Madame X, il capo di Lydecker, che, pur non essendo riuscita a ottenere il bambino, ha sequestrato Tinga e l'ha rinchiusa in un capannone isolato per studiarne il genoma fino in fondo.
- Altri interpreti: Jade C. Bell (Sebastian), Nana Visitor (Madame X), Lisa Ann Cabasa (Tinga).

## Ondata di calore
- Titolo originale: Meow
- Diretto da: D. J. Caruso
- Scritto da: David Zabel

### Trama
Max è nuovamente in calore, proprio in corrispondenza dell'anniversario del suo primo incontro con Logan. Intanto Lydecker comincia a subodorare un inganno volto a toglierlo di mezzo, a capo del quale ci sarebbe Madame X, e fa uccidere dal drone volante uno dei più intimi scagnozzi di lei per evitare di essere ucciso a sua volta. Per non fare sciocchezze Max tenta di tenersi lontana da Logan, che intanto ha ripreso a camminare grazie alle "gambe artificiali" di Phil, ma finisce per cadere tra le braccia di un giovane sconosciuto; andata da Logan per scusarsi viene raggiunta da Zack, che la porta con sé per andare a liberare Tinga. Ma Max non sa di essere seguita da Lydecker, che è riuscito a rintracciare un segnale emesso dall'innesto che porta ancora nel collo. Raggiunto dai soldati di Manticore al capanno dove segretamente è rinchiusa Tinga, Zack viene ferito a una gamba; Max invece riesce a penetrare nel corpo centrale e viene ritrovata in lacrime dall'incredulo Lydecker, che non sapeva dell'esistenza di quella base, abbracciata al corpo senza vita della sua sorella X5.
- Altri interpreti: Jade C. Bell (Sebastian), Nana Visitor (Madame X), Steve Bacic (Soldato numero 2), Daniel Bacon (Tecnico del silo), Nicole Bilderback (Brin), R. Emery Bright (Zakis de Johannesburg), Lisa Ann Cabasa (Tinga), Rob Court (Tecnico numero 1), Glenn Ennis (Ufficiale TAC), Robert Lewis (Dochnovich), Kris Pope (Rafer).

## Per amore di Max
- Titolo originale: ...And Jesus Brought A Casserole
- Diretto da: Joe Ann Fogle
- Scritto da: René Echevarria e Charles H. Eglee

### Trama
Lydecker è stato accusato di tradimento ed è stato diramato l'ordine di ucciderlo: per salvarsi cattura Max e fugge con lei in un motel fuori città. Tornato a casa di Logan dopo il fallimento della loro sortita, Zack chiama due dei suoi fratelli X5, Krit e Syl, per organizzare un piccolo commando e liberare Max. Intanto Lydecker si è nascosto in un motel e, meditando il suicidio, rivela a Max che lei è sempre stata la sua preferita tra gli X5, perché nel suo genoma sono stati inseriti alcuni tratti presi dalla moglie morta. Dopo che Max è riuscita a convincerlo a continuare la lotta entrambi si recano al capannone dove gli altri stanno organizzando la contromossa, e progettano di fare saltare in aria il laboratorio genetico di Manticore. Nel corso dell'attacco, che pure va a buon fine, Max viene ferita gravemente sotto gli occhi di Logan, e il suo cuore viene danneggiato oltre ogni possibilità di guarigione: per salvarle la vita Zack chiede che le venga trapiantato il suo cuore e poi si spara. Max riesce a sopravvivere, seppure di nuovo prigioniera di Manticore, mentre Logan continua a sperare oltre ogni ragionevolezza che lei possa essere ancora viva.
- Altri interpreti: Nana Visitor (Madame X), Joshua Alba (Krit), Nicki Lynn Aycox (Syl), Nicole Bilderback (Brin), Martin Budny (Tecnico del furgone), Lisa Ann Cabasa (Tinga), John Callander (Impiegato dell'hotel), Sean Campbell (Operatore speciale numero 1), Brian Drummond (Operatore speciale numero 2), Glenn Ennis (Ufficiale TAC), Rob Freeman (Operatore TAC Kalins), Robert Gossett (Colonnello Jim McGinnis), Greg Kean (Dottore), Colin Lawrence (Operatore TAC O'Neill), Veena Sood (Dottoressa).